# スマーフ
スマーフ（英語：Smurf）あるいはシュトルンフ（フランス語：Schtroumpf）は、ベルギーの漫画家のピエール・クリフォールの漫画の中に登場する架空の種族。ヨーロッパのどこかの森にあるスマーフ村に住む、青色の肌と丸い鼻を持つ小さな妖精。英語圏では主にハンナ・バーベラ・プロダクションのアニメ番組を通して知られている。

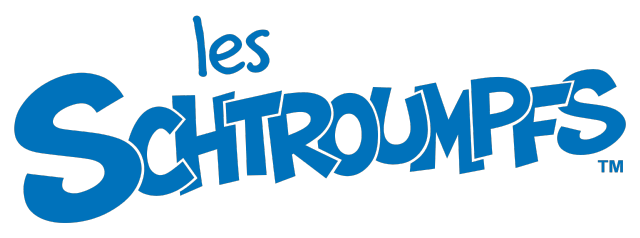

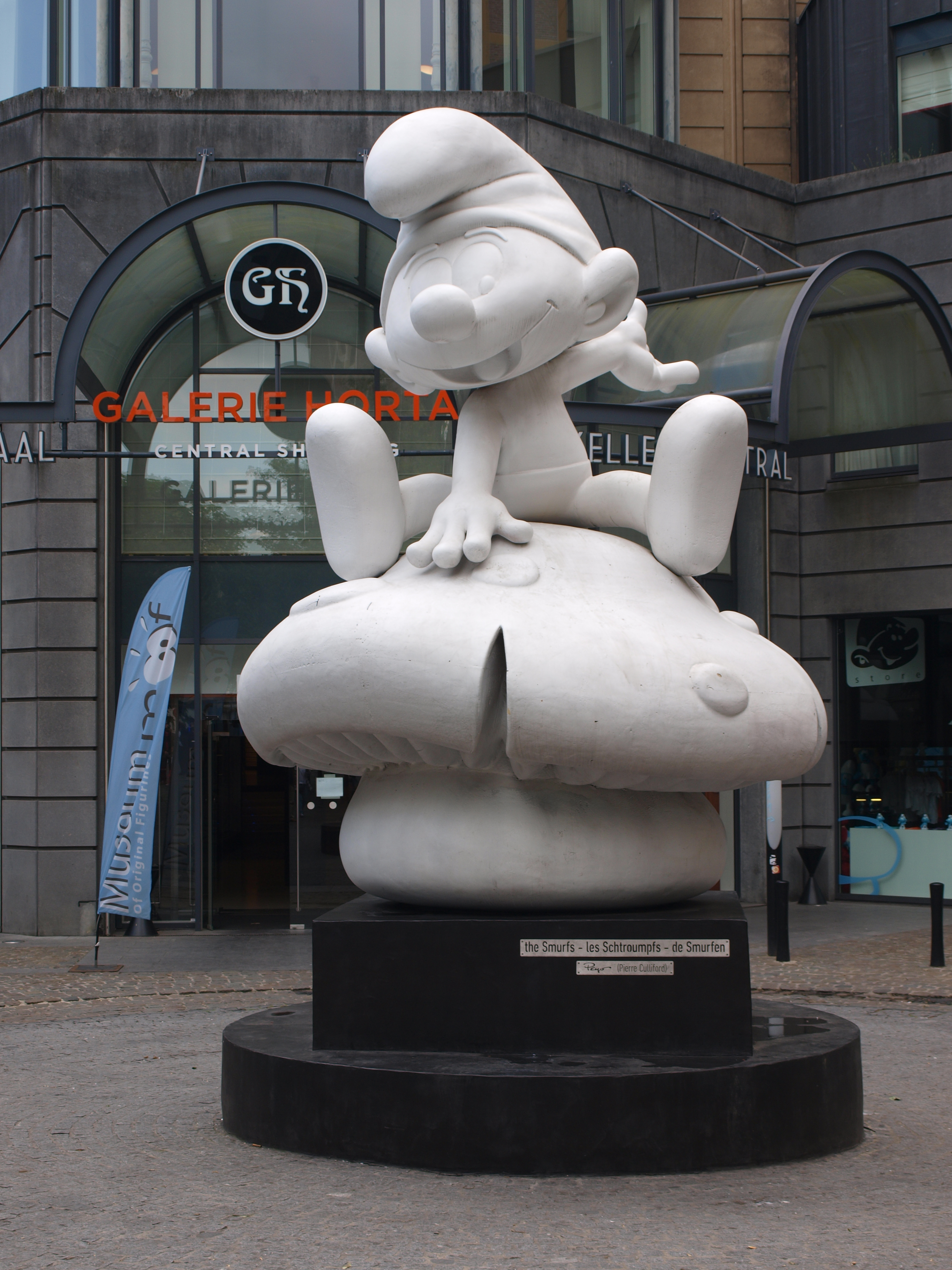
ブリュッセルのスマーフ像。

## 歴史

### 誕生
1958年10月23日、ペヨことピエール・キュリフォールが雑誌『スピルー』で連載していたバンド・デシネ（漫画）『Johan & Pirlouit』（ジョアンとピルルイ）の脇役として、初めて登場した。
オリジナルのフランス語のスマーフの名称「Schtroumpf」は、ピエールによる造語である。ピエールへのインタビューによれば、友人と昼食を取っていた時に、塩を回してくれるように頼もうとして咄嗟に口走った言葉「Passe-moi le schtroumpf.」（シュトルンフを取ってくれ。）から生まれた。後にこの名前は、30か国語以上に翻訳されることになる。オランダ語を含む多くの言語では、この単語は「Smurf」と訳されている。スマーフが登場する『ジョアンとピルルイ』は、フランスやドイツでも出版された。この小さな青い妖精は人気を博し、すぐにスマーフ自身の漫画シリーズが開始され、大規模な成功を呼び起こした。
ピエールはインタビューで、彼自身のお気に入りの作品は『ジョアンとピルルイ』であり、スマーフの行き過ぎた成功にはしばしば不快感をつのらせていたと答えている。

### 原作漫画
スマーフの漫画は25ヶ国語に翻訳され、ヨーロッパ、特にフランス語圏ではバンド・デシネの古典と考えられている。ピエールの死後の16巻以降は、息子のティエリー・キュリフォールと仕事仲間の漫画家パスカル・ギャレー（2017年に死去）らに『ジョアンとピルルイ』ともども引き継がれ、現在もシリーズは続いている。
スマーフの漫画本の累計売上は全世界で5000万部以上に達する。
日本では、1985年にセーラー出版より『スマーフ物語』（訳・村松定史／編・小川悦子）全15巻として刊行された。日本語版は原書12巻分(各60ページ前後)までを40ページ前後に再構成したものである。図書館などへの売り込みには成功したものの、書店での売れ行き不振により1990年までに絶版。キャラクター商品などによって人気が高まったことで2002年に新装版で復刊されたが、その後再び絶版になる。
後述の映画版の公開に合わせて、2011年8月末に小峰書店より『スマーフ』として第1巻〜第3巻が復刊された。その後も第6巻まで順次復刊されている。
- 1: Les Schtroumpfs noirs （セーラー出版版：第1巻『黒いスマーフ』 / 小峰書店版：第1巻『スマーフ危機いっぱつ!』） - 1963年
- 2: Le Schtroumpfissime（第2巻『キングスマーフ』 / 第2巻『キングスマーフ』） - 1965年
- 3: La Schtroumpfette（第3巻『恋人スマーフェット』 / 第3巻『いとしのスマーフェット』） - 1967年
- 4: L'Œuf et les Schtroumpfs （第4巻『スマーフと不思議なタマゴ』） - 1967年
- 5: Les Schtroumpfs et le Cracoucass （第7巻『怪鳥クラッカラス』） - 1969年
- 6: Le Cosmoschtroumpf （第9巻『コスモスマーフ』 / 第4巻『コスモスマーフ』） - 1970年
- 7: L'apprenti Schtroumpf （第10巻『見習いスマーフ』 / 第6巻『見習いスマーフ』） - 1971年
- 8: Histoires de Schtroumpfs （第11巻『スマーフコント集』、※アンソロジー集） - 1972年
- 9: Schtroumpf vert et vert Schtroumpf （第12巻『スマーフ語戦争』） - 1973年
- 10: La soupe aux Schtroumpfs （第13巻『スマーフスープと大男』） - 1976年
- 11: Les Schtroumpfs olympiques （第14巻『オリンピックスマーフ』） - 1983年
- 12: Le Bébé Schtroumpf （第15巻『ベビースマーフ』 / 第5巻『ベビースマーフ』） - 1984年
- 13: Les P'tits Schtroumpfs - 1988年
- 14: L'Aéroschtroumpf - 1990年
- 15: L'Étrange Réveil du Schtroumpf paresseux - 1991年
- 16: Le Schtroumpf financier - 1992年
- 17: Le Schtroumpfeur de bijoux - 1994年
- 18: Docteur Schtroumpf - 1996年
- 19: Le Schtroumpf sauvage - 1998年
- 20: La Menace Schtroumpf - 2000年
- 21: On ne schtroumpfe pas le progrès - 2002年
- 22: Le Schtroumpf reporter - 2003年
- 23: Les Schtroumpfs joueurs - 2005年
- 24: Salade de Schtroumpfs - 2006年
- 25: Un enfant chez les Schtroumpfs - 2007年
- 26: Les Schtroumpfs et le Livre qui dit tout - 2008年
- 27: Schtroumpf les Bains - 2009年
- 28: La Grande Schtroumpfette - 2010年
- 29: Les Schtroumpfs et l'Arbre d'or - 2011年
- 30: Les Schtroumpfs de l'ordre - 2012年
- 31: Les Schtroumpfs à Pilulit - 2013年
- 32: Les Schtroumpfs et l'Amour sorcier - 2014年
- 33: Schtroumpf le héros - 2015年
- 33: Les Schtroumpfs et le Demi-génie - 2016年
- 34: Les Schtroumpfs et les Haricots mauves - 2017年
- 35: Les Schtroumpfs et le Dragon du lac -　2018年
- 36: Les Schtroumpfs et la Machine à rêver - 2019年
- 37: Les Schtroumpfs et le Vol des cigognes - 2020年

### アニメーション
1965年に90分の白黒アニメーション映画『Aventures des Schtroumpfs』が制作されたが、この作品はほとんど注目されず、現在もほとんど知られていない。
1976年に、『ジョアンとピルルイ』の映画化である『La Flûte à six schtroumpfs』（6つの穴のフルート）がベルギーのベルヴィジョン・スタジオで製作され、長編作として公開された。
1970年代後半に、カリフォルニア州のWallace Berrie社から発売されたスマーフ関連商品は、アメリカで大ブームを巻き起こした。NBCの社長フレッド・シルバーマンは、土曜朝のラインナップにスマーフの番組を加えることを思い付き、1980年から1989年までハンナ・バーベラ・プロダクション制作のテレビアニメシリーズ『The Smurfs』がNBCで計256話放映された。この番組は大規模な成功を収め、毎年のようにスピンオフ特番が制作され続けた。『The Smurfs』はデイタイム・エミー賞の子供向け番組賞を通算2回受賞し、また子供向けアニメ賞に通算5回ノミネートされている。
日本では、『The Smurfs』がテレビ東京系列で1985年10月14日から1986年3月31日まで『小さな森の精 あいあむ!スマーフ』の題で放映された。テレビ東京での視聴率は4%前後を記録。放送時間は月曜19:30 - 20:00（JST）だが、1985年12月30日放送分と最終回は19:30 - 20:54にプロレス中継が編成されたため、19:00 - 19:30に繰り上げて放送した。のちに『森のスマーフ』という題でも放映された。2011年9月21日にテレビアニメ版のエピソードを厳選したDVDボックスが発売されたが、日本語字幕のみで日本語吹き替え版は未収録だった。のちにYouTubeのスマーフ日本版公式チャンネルで日本語吹き替え版のエピソードが"スマーフ"のタイトルで公開されている。
| テレビ東京 月曜19時台後半枠        | テレビ東京 月曜19時台後半枠    | テレビ東京 月曜19時台後半枠                                           |
| 前番組                             | 番組名                         | 次番組                                                                |
| ---------------------------------- | ------------------------------ | --------------------------------------------------------------------- |
| 月曜テレビジョン （19:03 - 20:54） | 小さな森の精 あいあむ!スマーフ | 世界のプロレス （第2期） （19:00 - 19:54）HOTテレビ （19:54 - 20:00） |

2017年8月31日、IMPSとDupuis Audiovisuelが、本作のCGアニメ版『スマーフ』を製作すると発表。2021年からは、ベルギーのKetnetやドイツのKika、アメリカのニコロデオンで放送される。日本ではNHK Eテレで2022年4月9日より『スマーフ』の題で放送開始することが発表された。

### CG映画
2011年にソニー・ピクチャーズ アニメーション製作・コロンビア ピクチャーズ配給で、実写とCGIアニメーションをかけ合わせた3D映画が公開された。
2013年には続編『スマーフ2 アイドル救出大作戦!』が公開され、更に2017年にはフルCG映画「スマーフ スマーフェットと秘密の大冒険」が公開された。

### 音楽
オランダ人歌手・音楽プロデューサーのヴァーデル・アーブラハム（Vader Abraham。Pierre Kartnerの変名）が、『't Smurfenlied』（英: The Smurf Song、1977年発表）をはじめとしたスマーフ関連のレコード・CDを発表し、大ヒットした。
日本では山川啓介の訳詞でザ・ブレッスン・フォーがカバーした。
- LP『スマーフ ちいさな森の精』（ポリドール MR-7056、1981年発売）
- EP「スマーフのちっちゃなちっちゃなうた（Silly Little Song）/スマーフィング・ランド（Smurfing Land）」（ポリドール 7DX1047）

## キャラクター
スマーフはリンゴ3個分の身長の小さくてかわいらしい青い肌の妖精で、丸い大きな鼻を持ち、そっくりな顔立ちをしている。短い尻尾を通すための穴を空けた白いズボンに、白い帽子と、各々を見分けるためのアクセサリーを身に着けている。例えばハンディ（発明家）スマーフは、普通のズボンの代わりにオーバーオールを身に着けている。
サルサパリラという葉が大好物。542歳であるパパスマーフ、パパスマーフの倍の年齢（1084歳）であるグランパ、グランパの妻であるナニー、幼いベイビーやスマーフリング達、年齢の明らかにされていないスマーフェットなどを除く、大半のスマーフはみな100歳であるとされている。100人以上のスマーフがいるとされており、この数字は新しいスマーフの登場により増加することもある。
声優は日本語吹き替え版を記載。テレビアニメでは一部の回だけキャストが異なる。
Papa Smurf（パパスマーフ）
声 - 水鳥鐵夫（テレビアニメ1）、富田耕生（映画1・2）、茶風林（映画3）、ふくまつ進紗（テレビアニメ2）
スマーフ村の村長。542歳で白いあごひげをたくわえ、赤い帽子とズボンを愛用している。もっとも年長かつ賢いスマーフとして、村の長老を務めている。とても賢くて魔法と科学の知識があり、スマーフたちを危険から守っている。魔法のポーションを作ることもできる。
Smurfette（スマーフェット）
声 - 川村万梨阿（テレビアニメ1）、小島幸子（映画1）、高橋みなみ（映画2）、松井暁波（映画3）、水瀬いのり（テレビアニメ2）
スマーフ村で唯一の女の子スマーフで、スマーフたちのマドンナ的存在。美しいブロンドの髪にワンピースとピンヒールが特徴。元々は魔法使いガーガメルにより作られた、わがままで硬い黒髪を持つ偽物のスマーフだったが、パパスマーフの魔法 / 呪文により、長く波打った金髪を持つ姿に生まれ変わった。庭のバラの手入れが趣味。自立心と運動神経が高く、テレビアニメ2版ではスマーフー（カンフー）の修練をし、みんなにも教えている。運動する時は上下赤いジャージを着る。バニティと仲が良い。
Brainy Smurf（ブレイニー）
声 - 坂本千夏（テレビアニメ1）、知念侑李（映画1ソフト版）、関智一（映画1オンデマンド版・映画2）、辻本耕志（映画3）、梶裕貴（テレビアニメ2）
秀才のスマーフで、大きな丸メガネをかけている。知ったかぶりであらゆるものの専門家のつもりだが、かえって問題を広げてしまうトラブルメーカー。パパスマーフを非常に尊敬しており、助手を自称している。パパスマーフ不在の時は率先して仕切り、口うるさいため、みんなから（時にはガーガメルにまで）「うざいスマーフ」と言われがち。テレビアニメ2版ではセグウェイのような乗り物に乗っている。
Hefty Smurf（ヘフティ）
声 - 向殿あさみ（テレビアニメ1）、乃村健次（映画1・2）、吉田ウーロン太（映画3）、真木駿一（テレビアニメ2）
力持ちのスマーフで、腕にハートが矢に刺さったタトゥーをしている。タフなことが自慢で、筋トレやスポーツが得意。スマーフェットに恋しており、彼女に何か頼まれると断れない。やきもち焼きである。
Clumsy Smurf（クラムジー）
声 - 龍田直樹（テレビアニメ1）、山田涼介（映画1ソフト版）、本城雄太郎（映画1オンデマンド版・映画2）、竹森千人（映画3）、佐々木拓真（テレビアニメ2）
不器用でドジだが愛想がいいスマーフ。だぼだぼの帽子をかぶっている。行動力はあるがすべて裏目に出る。テレビアニメ2版ではディムウィッティと二人で消防隊として活動しているが、消化活動の度に町をめちゃくちゃにするためクビになりかける。消防隊の時は制服（赤い帽子に黄色のジャケット）を着る。
Painter Smurf（ペインター）
声 -
芸術家のスマーフ。媒体によっては黒い蝶ネクタイと赤いジャケットを身に着けている。
Jokey Smurf（ジョーキー）
声 - 沢田和猫（テレビアニメ1）、佐藤せつじ（映画1・2）、岩河拓吾（テレビアニメ2）
いたずら好きなスマーフ。ターゲットに開けると爆発するプレゼントの箱や手紙を渡す。受け取ると顔が真っ黒になったり、吹っ飛んだりする。
Greedy Smurf（グリーディ）
声 - 富沢美智恵（テレビアニメ1）、茶風林（映画1・2）
食いしん坊のスマーフ。映画版では他のスマーフに比べ太っている。口の周りにいつもケーキをつけている。媒体によってはシェフスマーフと同一人物になっている。
Grouchy Smurf（グラウチー）
声 - 二又一成（テレビアニメ1）、遠藤純一（映画1・2）、峰晃弘（テレビアニメ2）
不機嫌でへそ曲がり、ネガティブなスマーフ。観察力があり、同族には優しいところがある。口癖は、テレビアニメ1版では「おれやだね」、映画とテレビアニメ2版では「俺、〇〇嫌いだ」。
Lazy Smurf（レイジー）
声 -
怠け者のスマーフ。いつでもどこでも寝ている。枕とセット。テレビアニメ2版ではハンディに目覚まし時計を開発してもらい、いつも見逃している朝日や自然に感動していた。
Handy Smurf（ハンディ）
声 - 南央美（テレビアニメ1）、小形満（映画1）、横田大輔（テレビアニメ2）
発明家のスマーフで、大工仕事と機械いじりが得意。耳にえんぴつをかけてオーバーホールを着ている。
Harmony Smurf（ハーモニー）
声 - 小粥よう子（テレビアニメ1）
音楽家のスマーフ。いつもトランペットを持ち歩いている。トランペットの演奏は不評で、スマーフの仕事リストに「ハーモニーのトランペットを隠す」という項目があるほど。
Vanity Smurf（バニティ）
声 - 青山穣（映画1）、三ツ矢雄二（映画2）
うぬぼれ屋のスマーフ。帽子にピンクまたは黄色の花を飾っていて、手鏡を持ち歩いている。自分が世界一美しいスマーフだと思っていて、いつも自分の顔を眺めている。マイペースで、女性的な喋り方と動きをする。歌がうまい。
Farmer Smurf（ファーマー）
声 - 志村知幸（映画1・2）
農業家のスマーフ。畑で作物を作ったり、村が冬を越すための食料を管理している。テレビアニメ2版では大きなカタツムリを飼育している。
Dreamy Smurf（ドリーミー）
声 -
冒険に憧れるスマーフ。他のスマーフがしたことがない冒険を夢見ている。
Poet Smurf（ポエット）
声 -
詩人のスマーフ。詩の一節をひねりだすのに苦労している。
Tailor Smurf（テイラー）
声 -
仕立て屋のスマーフ。村の全ての服を作っている。帽子にまち針を刺したり、首にメジャーをかけたりしている。
Baby Smurf（ベイビー）
声 -
コウノトリによってスマーフ村に持ち込まれた赤ん坊スマーフ。スマーフ村の人口を101人に増加させた。怖いもの知らずで、目を離すとすぐどこかに行ってしまう。みんなで交代でおむつの処理をしている。
The Smurflings（スマーフリングス）
声 -
絵本とテレビアニメに登場。4人組の子供のスマーフたち。動物と自然が好きなNat（ナット）、短気なSnappy（スナッピー）、のんびり屋のSlouchy（スラウチー）、スマーフェットの妹として作られたSassette（サセット）がいる。
Grandpa Smurf（グランパ）
声 -
絵本とテレビアニメに登場。スマーフで一番の長生きで、パパスマーフの父親。パパスマーフが子供の頃はパパスマーフと呼ばれていた。杖をついていて、黄色い服にメガネと長いひげが特徴。
Scaredy Smurf（スケアディ）
声 -堀総士郎（テレビアニメ2）
怖がりのスマーフ。声が高く、震えている。自分の影にすらおびえるほどの怖がりで、特にお化けが苦手。夢遊病である。
Smurf Storm（ストーム）
声 -寿美菜子（映画3）、青島れな（テレビアニメ2）
喧嘩っ早く、気の強い女の子スマーフ。
Smurf Blossom（ブロッサム）
声 -戸松遥（映画3）
おしゃべりが止まらない女の子スマーフ。帽子に蓮の花、手と首にアクセサリーをつけ、ピンクのワンピースを着ている。青い髪のショートカットが外にはねている。ブレイニーと仲が良い。天然ボケ。
Smurf Lily（リリー）
声 -豊崎愛生（映画3）、相川遥花（テレビアニメ2）
料理が得意な女の子スマーフ。帽子にオレンジの花、黄色のワンピースに茶色のベストを着ている。青い髪をおさげにしている。ワッフル大食い大会でグリーディーと接戦するほどの大食漢でもある。
Smurf Willow（ウィロー）
声 -高垣彩陽（映画3）、秋吉優衣（テレビアニメ2）
穏やかでリーダーシップのある女の子スマーフ。みんなの母親的存在。白髪を後ろでまとめている。
Smurf Melody（メロディ）
声 - AMI（Chelsy）（映画3）
Gargamel（ガーガメル）
声 - 緒方賢一（テレビアニメ1）、山寺宏一（映画1・2）、斎藤寛仁（映画3）、江原正士（テレビアニメ2）
スマーフを憎む悪い魔法使いで、スマーフを捕まえようとしている。実写映画ではスマーフの魔法のエキスを吸い取ろうとしていた。夢遊病である。
Azrael（アズレール）
声 - 千葉繁（テレビアニメ1）
ガーガメルのペットの猫。赤茶色の毛並み。主人からの扱いはよくないが、スマーフを食べたくて従っている。テレビアニメ1版ではよくしゃべる。映画とテレビアニメ2版ではしゃべらず鳴くだけだが、ガーガメルとは会話できている。

## スマーフの世界

### スマーフ語
スマーフ語の特徴は、単語「スマーフ」の多用とその意味の様々な派生にある。日常会話では、会話がほとんど理解不能になるまでに、名詞や動詞が「スマーフ」に置換される。「すばらしいね!」→「スマーフだね!」、「スマーフィーな行い」など。

### スマーフ村
森の奥深くのどこかに存在するスマーフ達が暮らしている村。キノコで作られた家か、キノコのような形の家に住んでいる。後者は多くの場合石作りである。

## その他のメディア

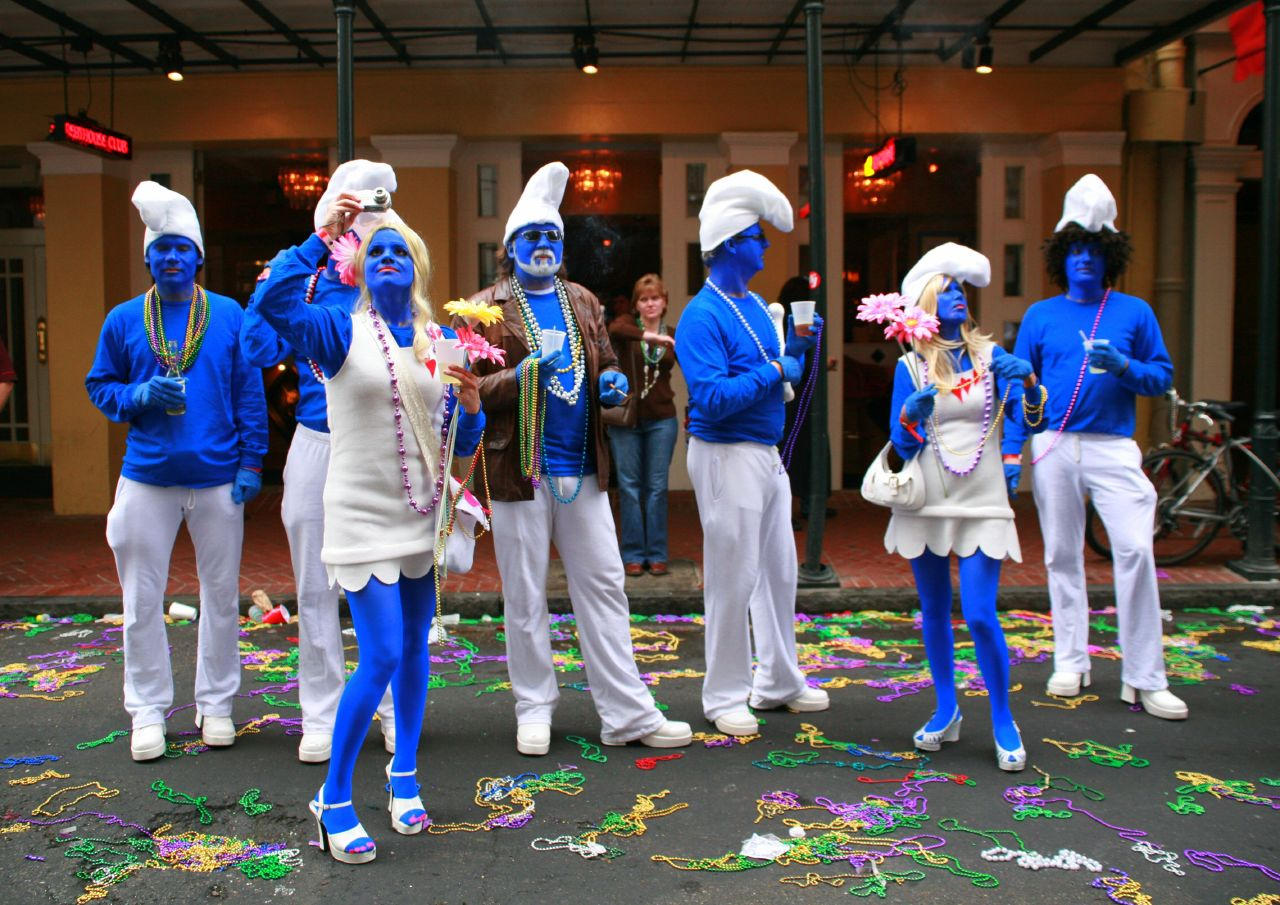
スマーフのコスプレ

### 公共広告
2005年に、スマーフの村が軍用機により焼き払われる反戦広告がベルギーで放映された。この広告はピエールの遺族の承認のもと、ユニセフにより制作され、夜9時以降に25秒間の公共広告として放送された。広告は蝶の舞う平和なスマーフ村が爆撃を受け、残された赤ん坊スマーフが地面に倒れ伏した両親の間で泣いている場面で終わる。最後のフレームでは、「戦争に子供を巻き込んではならない」とのメッセージが表示される。この広告はユニセフのベルギー支部が、ブルンジとコンゴ民主共和国の元少年兵更生教育のための、70,000ポンドの資金を稼ぎ出すキャンペーンの要だった。この広告は論議を巻き起こし、複数の子供の親や市民を動揺させた。ユニセフのスポークスマンのフィリップ・エノンは、反応の70パーセントが好意的なものだったと述べている。

### イメージキャラクター
日本では1979年に雪印乳業のボール型チーズ「チーズキャッチ」のイメージキャラクターに起用された。これが日本におけるスマーフの初登場とされる。CMでは「おやつだチーズだ! チーズキャッチ…」のフレーズでお茶の間に登場して以来、10年以上商品のパッケージに使われていた。

### キャラクター商品
日本では1984年7月からセーラー万年筆がキャラクター文具を販売した。また、前述の『小さな森の精 あいあむ!スマーフ』放送時に様々なキャラクター商品が展開された。その後は一部の雑貨店などで輸入物のキャラクター商品が販売されていた。
2010年、日本における本格的な商品展開が再開された。アパレル・バッグ・文具・雑貨など幅広いスマーフグッズが出ている。キディランド原宿店やPLAZAなどで販売されている。

### ゲーム
2021年11月5日、Xbox One、Xbox Series X/S、Steam向けに「スマーフ-邪悪な葉っぱ大作戦」を配信した。日本にも配信された。